# 德盖
德盖，是匈牙利索博尔奇-索特马尔-贝拉格州所辖的一个村。总面积16.54平方公里，总人口2124，人口密度128.4人/平方公里（2011年1月1日）。